# Николич, Неманья (футболист, 1988)
Нема́нья Ни́колич (черног. Немања Николић; род. 1 января 1988, Валево) — черногорский футболист, полузащитник. Выступал за сборную Черногории.

## Карьера

### Клубная
Неманья Николич является воспитанником футбольного клуба «Црвена звезда». В 2006—2008 годах играл в арендах в ФК «Златибор Вода» и ФК «Грбаль». После возвращения из аренды сыграл 25 матчей за воспитавшую его команду. В 2010—2011 опять ушёл в аренду. В 2011 подписал контракт с ОФК.
В 2013 году перешёл в «Динамо» (Минск) на срок два с половиной года. В первом сезоне за столичную команду сыграл 20 матчей во всех турнирах забил 1 гол. В сезоне 2014 сыграл 41 матч во всех турнирах и забил 7 мячей. Сыграл 6 матчей на групповом этапе Лиги Европы, забил 2 мяча: греческому ПАОКу и итальянской «Фиорентине». Вошёл в символическую сборную (сборная Б) чемпионата Белоруссии. С июля 2015 года — игрок борисовского БАТЭ. В марте 2019 года подписал контракт с ФК Минск на срок до конца 2019 года.

### В сборной
В 2008 году дебютировал за молодёжную сборную Черногории по футболу, где всего сыграл 9 матчей и забил 1 гол. В 2009 дебютировал за национальную сборную в матче с национальной сборной Уэльса.

## Достижения
Динамо (Минск)
- Серебряный призёр чемпионата Белоруссии: 2014
- Бронзовый призёр чемпионата Белоруссии: 2013

БАТЭ
- Чемпион Белоруссии: 2015

Црвена звезда
- Обладатель Кубка Сербии (1): 2009/10